# Kyran Bracken
Kyran Paul Patrick Bracken (Dublín, 22 de noviembre de 1971) es un abogado, patinador sobre hielo y exrugbista británico, nacido en Irlanda, que se desempeñaba como medio scrum. Fue internacional con la Rosa de 1993 a Australia 2003 y allí se consagró campeón del mundo.

## Biografía
Proveniente de una familia irlandesa y católica, su padre era dentista y su madre representó a la selección de hockey sobre hierba, en 1976 emigró al Reino Unido y se establecieron en Liverpool. En la escuela secundaria Kyran destacó jugando al fútbol y al rugby en el club Firwood Waterloo, se probó en las inferiores del Liverpool Football Club y pese a que anotó tres goles; no fue aceptado.
Estudió Derecho en la Universidad de Brístol y se recibió en 1996. Está casado con Victoria, tienen tres hijos (entre ellos Charlie Bracken, también un rugbista profesional) y actualmente viven en Hadley Wood.
En 1997 participó en el episodio «The One with All the Rugby» de la serie Friends, como un extra que juega al rugby contra Ross Geller. Participó de la serie Dancing on Ice, una competencia de danza sobre hielo, bailando junto a la estadounidense Melanie Lambert y ganaron el torneo en 2007.

### ETC
Nunca jugó con un casco de rugby, en abril de 2021 reveló públicamente que estaba medicado por ansiedad producto de encefalopatía traumática crónica y esta fue causada por los repetidos golpes en la cabeza. Es así el segundo campeón mundial en Australia 2003 que padece ETC, junto a Steve Thompson.

## Carrera
Debutó en la primera del Firwood Waterloo en 1990 y jugó con ellos hasta 1992, cuando se cambió a los Bristol Bears. Como en aquella época el rugby union aún era un deporte aficionado, consideró pasarse al rugby league y jugar profesionalmente pero nunca lo hizo.
En 1996 se convirtió en profesional y firmó un contrato con los recién ascendidos Saracens, que también fichó a las estrellas: el australiano Michael Lynagh, el sudafricano Francois Pienaar y el francés Philippe Sella. En su segunda temporada el club ganó la Anglo-Welsh Cup y fue su único título, hasta su retiro en 2006.

### Leones
En 1997 el escocés Ian McGeechan lo convocó a los Leones Británicos e Irlandeses de emergencia, para sumarse a la gira a Sudáfrica en reemplazo del lesionado galés Rob Howley. Debido a las presencias de sus compatriotas Dawson y Austin Healey, nunca fue utilizado.

## Selección nacional
Representó a la selección juvenil inglesa, lo que llamó la atención de la IRFU y esta lo convocó a una audición reservada para los irlandeses que jugaban en el Reino Unido. Fue rechazado a los 10 minutos y no fue vuelto a tener en cuenta.
Geoff Cooke lo convocó a la Rosa por vez primera en noviembre de 1993 y debutó contra los All Blacks. Se lesionó el tobillo por un pisotón de Jamie Joseph y tuvo que permanecer afuera tres meses, regresando para los últimos partidos del Torneo de las Cinco Naciones 1994.
En 2001 Bracken fue capitán durante una gira por América del Norte y jugó tres partidos, recuperando su forma constante. Para las pruebas de preparación 2003 llegó en un estado físico satisfactorio y logró ganarle el lugar a Austin Healey.

### Participaciones en Copas del Mundo
Jack Rowell lo convocó a Sudáfrica 1995 como suplente de Dewi Morris. Fue titular ante la Azzurri y jugó contra Samoa.
Clive Woodward lo convocó a Gales 1999 como suplente de Matt Dawson. No llegó a jugar porque se lesionó en los entrenamientos y tuvo que ser reemplazado por Martyn Wood.
| Mundial                       | Sede      | Resultado        | PJ | Tries |
| ----------------------------- | --------- | ---------------- | -- | ----- |
| Copa Mundial de Rugby de 1995 | Sudáfrica | Cuarto puesto    | 2  | 0     |
| Copa Mundial de Rugby de 1999 | Gales     | Cuartos de final | 0  | 0     |
| Copa Mundial de Rugby de 2003 | Australia | Campeón          | 4  | 0     |

Woodward lo llevó a Australia 2003 como reserva, detrás del titular Dawson y el suplente Andy Gomarsall. Tras el título decidió retirarse de la selección y jugó su última prueba en la semifinal contra Les Bleus.

## Palmarés
- Campeón del Torneo de las Seis Naciones de 1995, 2001 y 2003.
- Campeón de la Anglo-Welsh Cup de 1998.